# 克里瓦魯達河 (第聶伯河支流)
克里瓦魯達河（烏克蘭語：Крива Руда），是烏克蘭的河流，位於該國中部，屬於第聶伯河的支流，發源自錫多雷，流經波爾塔瓦州，河道全長45公里，流域面積614平方公里，支流有奧博隆河。